# Британская военная администрация (Ливия)
Британская военная администрация в Ливии (англ. British military administration in Libya) — это оккупированная в ходе Второй Мировой войны британскими войсками территория Киренаинки и Триполитании, ранее бывшие колониями Италии. Оккупация Киренаики прекратилась 1 марта 1949 года, а Триполитанию британцы покинули 24 декабря 1951 года в связи с созданием независимого Королевства Ливия.

## История
В ноябре 1942 года союзные войска оккупировали Киренаику. К февралю 1943 года последние немецкие и итальянские солдаты были изгнаны из Ливии, и Ливия оказалась в руках союзников. 
Триполитания и Киренаика оказались под властью Британской администрации, а Французской контролируемый Феццан. В 1944 году из изгнания в Каир вернулся Мухаммад Идрис ас-Сануси, но отказался возобновить постоянное проживание в Киренаике до устранения в 1947 году некоторых аспектов иностранного контроля. По условиям мирного договора 1947 года с союзниками Италия, которая надеялась сохранить  Триполитанию и Франция, которая хотела забрать себе Феццан, отказалась от всех претензий к Ливии. Таким образом, Ливия так осталась единой. 
После освобождения Северной Африки войсками союзников более 130 евреев было убито в антиеврейских погромах по всей Триполитании в ноябре 1945 года. В июне 1948 года антиеврейские бунтовщики в Ливии убили еще 12 евреев и разрушили 280 еврейских домов. Страх и неуверенность в завтрашнем дне, возникшие в результате этих антиеврейских нападений и основание государства Израиль, заставили многих евреев к бежать из Ливии. С 1948 по 1951 год 30 972 ливийских евреев переехало в Израиль. К 1970-м годам оставшиеся ливийские евреи (около 7000 человек) были эвакуированы в Италию.
Распоряжение итальянскими колониальными владениями было вопросом, который необходимо было рассмотреть, прежде чем мирный договор официально положил конец войне с Италией. Технически Ливия оставалась итальянским владением, управляемым Великобританией и Францией, но на Потсдамской конференции в 1945 году союзники – Великобритания, СССР и США – согласились с тем, что итальянские колонии, захваченные во время войны, не должны возвращаться Италии. Дальнейшее рассмотрение вопроса было делегировано Совету министров иностранных дел союзников, в который входил представитель Франции; хотя все члены совета изначально поддерживали ту или иную форму опеки, никакой формулы для избавления Ливии от оккупации придумать не удалось. Соединенные Штаты предложили установить опеку над всей страной под контролем ООН, чей устав вступил в силу в октябре 1945 года, чтобы подготовить её к самоуправлению. Советский Союз предложил отдельные провинциальные попечительства, требуя Триполитанию для себя и передавая Феццан Франции, а Киренаику Великобритании. Франция, не видя конца дискуссиям, выступала за возвращение территории Италии. Чтобы выйти из тупика, Британия, наконец, рекомендовала Ливии немедленно обрести независимость.

## Независимость
В 1949 году был создан Эмират Киренаика, и только Триполитания осталась под прямым британским военным управлением. Через год, в 1950 году, ему было предоставлено гражданское управление вместо военного. Мухаммад Идрис ас-Сануси, эмир Киренаики и лидер мусульманского ордена суфиев Санусия, представлял Ливию на переговорах в ООН, и 24 декабря 1951 года Ливия провозгласила свою независимость. В 1951 году представители Киренаики, Триполитании и Феццана объявили о создании государства, получившего название Королевство Ливия, а Идрису предложили корону. В соответствии с конституцией новое государство имело федеративную систему из трёх автономных провинций Киренаика, Триполитания и Феццан. В королевстве также было три столицы: Триполи, Бенгази и Байда. Через два года после обретения независимости, 28 марта 1953 года Ливия присоединилась к Лиге арабских государств. Когда Ливия провозгласила свою независимость, она была первой страной, добившейся независимости благодаря Организации Объединенных Наций и одной из первых бывших европейских владений в Африке обретшей независимость.